# Sthulapada
Sthulapada is een geslacht van vliesvleugeligen uit de familie van de bronswespen (Chalcididae). De wetenschappelijke naam van dit geslacht werd voor het eerst geldig gepubliceerd in 1989 door T. C. Narendran.

## Soorten
Het geslacht Sthulapada is monotypisch en omvat slechts de volgende soort:
- Sthulapada padata Narendran, 1989